# AVV: De Democratische Vakbond
AVV: De Democratische Vakbond is een Nederlandse vakorganisatie die op 21 september 2005 opgericht is als Alternatief voor Vakbond (AVV).

## Aanleiding
AVV is opgericht uit onvrede met de bestaande vakorganisaties. Deze zouden te weinig aandacht besteden aan de positie van de 'outsiders' zoals mensen met tijdelijke contracten, flexwerkers, freelancers, jongere, vrouwelijke en allochtone werknemers. De in de ogen van het AVV sterke positie van de werknemers met vaste contracten zou zorgen voor minder zekerheid voor de 'outsiders'.
Deze werknemers hebben volgens AVV moeite een huis te kopen, zich te verzekeren voor werkloosheid of arbeidsongeschiktheid en een goed pensioen op te bouwen.

## Doelen
AVV wil de belangen van de 'outsiders' behartigen en de voorzieningen voor en invloed van deze groep werkenden verbeteren. Zo wil men de opleidingsfondsen voor hen openstellen en bij cao-onderhandelingen alle betrokken werknemers laten stemmen.

## Financiering
Een vakbond heeft inkomsten uit contributie van leden, en uit zogenaamde werkgeversbijdragen als er een cao wordt afgesloten. Bij een onderzoek van Nieuwsuur in 2018 bleek het aandeel van werkgeversbijdragen bij AVV 96% van de totale inkomsten te bedragen. Dit werd uitzonderlijk hoog genoemd, bij de reguliere Nederlandse vakbonden was dat tussen de 19% en 27%.

## Organisatie
AVV wil als vakorganisatie opereren maar gezien de doelgroep de contributie laag houden. Het AVV beoogt partij te zijn bij cao-onderhandelingen en een zetel in de Sociaal-Economische Raad te verkrijgen. Voorzitter van AVV van 2018 tot heden (2024) is Martin Pikaart. Andere bestuursleden in 2018 waren onder meer Mei Li Vos (oud-kamerlid PvdA), Paul Jekkers (oud-voorzitter FNV Kappersbond) en Jojanneke Vanderveen (oud-voorzitter van DWARS, de jongerenorganisatie van GroenLinks). Mei Li Vos trad in 2020 af nadat er binnen de PvdA discussie was ontstaan over de werkwijze van AVV, die aangeduid werd als nepbond die de positie van klassieke vakbonden zou ondergraven.

## Raad voor de Journalistiek
AVV diende in 2020 een klacht in bij de Raad voor de Journalistiek over het artikel 'De ‘Antillenroute’ van het cao-overleg' in De Groene Amsterdammer. Het onderliggende onderzoek werd deugdelijk bevonden en de tekst zorgvuldig, alleen was de betiteling van AVV als spookvakbond onzorgvuldig. De RvJ weersprak dat het blad zich te veel op informatie van de FNV baseerde en ook was er voldoende wederhoor toegepast. Niet bestreden werd dat AVV nauwelijks leden had en bijna volledig afhankelijk is van de financiële steun van werkgeversorganisaties, zodat AVV niet snel tot acties en stakingen zal overgaan.